# 6-ノネナール
6-ノネナール(6-Nonenal)は、化学式C2H5CH=CH(CH2)4CHOの有機化合物である。2-ノネナール等の他の異性体も天然に存在することが知られている。cis型の6-ノネナールは、マスクメロンの果実の香りの主成分であると言われる。trans型はミルクフォームのオフフレーバーと言われる。

## 生合成
6-ノネナールはリポキシゲナーゼの触媒作用により、γ-リノレン酸から生合成されると考えられている。リポキシゲナーゼはアルケン基をヒドロペルオキシドに変換し、ヒドロペルオキシドはヒドロペルオキシドリアーゼにより切断され、対応するcis-アルデヒドになる。このメカニズムのため、マスクメロンの香りは酸素に晒されることが必要である。熟したものの空気に触れていない果実は、cis-6-ノネナールは低濃度でのみ存在する。細胞が溶解し、空気に晒されると、6-ノネナールの濃度が急激に上昇することが知られている。
この上昇は、ヒドロペルオキシドが急速に生成するためである。trans,cis-2,6-ノナジエナールは、同様の経路で生成する関連の香りである。

## 研究室での合成
この化合物の幾何異性体は、5-オクテン-1-オールの臭素化の後、適切なグリニャール試薬で処理することで合成される。オルトギ酸トリエチルをこのグリニャール試薬で処理した後に加水分解すると、6-ノネナールを与える。